# 沮渠唐兒
沮渠唐兒（—441年），北涼君主沮渠牧犍的從弟。沮渠唐兒擔任北涼的西中郎将兼燉煌太守。北涼永和七年（439年），北魏攻佔姑臧，沮渠牧犍投降，沮渠無諱與不願投降的遺民想前往敦煌投靠燉煌唐兒，但遭到沮渠唐兒拒絕。沮渠無諱大怒，於是讓從弟沮渠天周駐守酒泉，與沮渠宜得一起率軍討伐沮渠唐兒。沮渠唐兒率領一萬多人出戰，結果大敗，被沮渠無諱俘虜並被處決。